# Панево (Ленинградская область)
Панево — деревня в Бережковском сельском поселении Волховского района Ленинградской области.

## История
Деревня Панева упоминается на карте Санкт-Петербургской губернии А. М. Вильбрехта 1792 года.
На карте Санкт-Петербургской губернии Ф. Ф. Шуберта 1834 года обозначена деревня Панева, состоящая из 34 крестьянских дворов.

ПАНЕВО — деревня принадлежит Казённому ведомству, число жителей по ревизии: 73 м. п., 88 ж. п.. (1838 год)

Как деревня Панева из 34 дворов она отмечена на карте Ф. Ф. Шуберта 1844 года.

ПАНЕВО — деревня Ведомства государственного имущества, по просёлочной дороге, число дворов — 52, число душ — 79 м. п. (1856 год)

ПАНЕВО — деревня казённая при реке Волхове, число дворов — 31, число жителей: 69 м. п., 95 ж. п.; Часовня православная. (1862 год)

Сборник Центрального статистического комитета описывал её так:

ПАНЕВА (ПЕНЕВА) — деревня бывшая государственная при реке Волхове, дворов — 42, жителей — 170; Часовня, 3 лавки постоялый двор. (1885 год)

В конце XIX — начале XX века деревня административно относилась к Михайловской волости 2-го стана Новоладожского уезда Санкт-Петербургской губернии.
По данным «Памятной книжки Санкт-Петербургской губернии» за 1905 год, деревня называлась Панево (Пенева) и вместе с деревнями Братовища и Ульяшево, входила в Паневское сельское общество.
Согласно военно-топографической карте Петроградской и Новгородской губерний издания 1915 года и карте Петербургской губернии издания 1922 года деревня называлась Панева.
С 1917 по 1919 год деревня Панево входила в состав Михайловской волости Новоладожского уезда.
С 1919 года в составе Паневского сельсовета Пролетарской волости.
С 1924 года в составе Братовищенского сельсовета Волховского уезда.
С 1926 года в составе Волховского сельсовета. Согласно данным переписи населения СССР 1926 года в деревне Панево проживал 191 человек — все русские.
С 1927 года в составе Волховского района.
В 1928 году население деревни Панево также составляло 191 человек.
По данным 1933 года деревня Панево входила в состав Волховского сельсовета Волховского района.

План деревни Панево. 1941 год

Согласно топографической карте РККА 1941 года деревня насчитывала 24 двора.
В 1958 году население деревни Панево составляло 10 человек.
По данным 1966 года деревня Панево также входила в состав Волховского сельсовета.
По данным 1973 и 1990 годов деревня Панево входила в состав Прусыногорского сельсовета.
В 1997 и 2002 годах в деревне Панево Бережковской волости не было постоянного населения.
В 2007 году в деревне Панево Бережковского СП проживал 1 человек.

## География
Деревня расположена в южной части района на правом берегу реки Волхов.
Через деревню проходит автодорога 41К-022 (Кириши — Городище — Волхов).
Расстояние до административного центра поселения — 4 км.
Расстояние до ближайшей железнодорожной станции Гостинополье — 3 км.

## Демография
| 1838 | 1862 | 1885 | 1997 | 2002 | 2007 | 2010 |
| ---- | ---- | ---- | ---- | ---- | ---- | ---- |
| 161  | ↗164 | ↗170 | ↘0   | →0   | ↗1   | ↘0   |
| 2017 |      |      |      |      |      |      |
| →0   |      |      |      |      |      |      |

### Национальный состав
Согласно данным Всероссийской переписи населения 2021 года в деревне проживали 7 человек, все русские.